# Нгаи
Нгаи (Энгай) — бог дождя, грома и молнии у масаев, камба и кикуйю в Кении.

## Описание
У масаев Нгаи является покровителем неба, громовержцем и одновременно племенным богом войны, к которому масаи обращались за помощью во время своих военных походов.
По представлениям масаев раскаты грома — это голос Нгаи. Они верили, что бог живёт на небесах, и в зависимости от настроения, может возникать в двух ипостасях — Энга-Нарок («Чёрный Нгаи»), который является хорошим и покровительствовать воинам и простым людям, или Энга-Наньокье («Красный Нгаи»), является злым воплощением, который способен своим оружием-молнией нанести увечья и даже убивать людей.
Вероятно, от масаев, имя божества было заимствовано народами камба и кикуйю, в которых Нгаи играет роль классического бога дождя африканской мифологии. Все, что связано с дождём, — ливни, гром и молнии, радуга, является, по их верованиям, проявлениями божества. Местом пребывания на земле (временным) Нгаи является гора Кения, что в переводе с языка кикуйю означает «сияющая гора». Поклонялись Нгаи, кикуйю становятся лицом к горе.
В мифах указанных народов Нгаи выступает как культурный герой, демиург, который расселил людей на земле, научил их добывать железо, установил рода деятельности, в частности, отведя массаям быть скотоводами, камба и кикуйю заниматься земледелием, а людям ндоробо — охотиться на зверей. Нгай часто называли «Мвене Няга», что означает «Владелец ослепительного света».
Европейские миссионеры адаптировали слово Бог для масаев, камба и кикуйю, взяв именно название существующего божества дождя Нгаи.